# Caerulea dubernardi
Caerulea dubernardi är en fjärilsart som beskrevs av Arthur Francis Hemming 1931. Caerulea dubernardi ingår i släktet Caerulea och familjen juvelvingar. Inga underarter finns listade i Catalogue of Life.